# الإسلام المفترى عليه (كتاب)
الإسلام المفترى عليه .. بين الشيوعيين و الرأسماليين هو كتاب للشيخ محمد الغزالي.
يقع الكتاب في سبعة فصول من 200 صفحة.

هذا الكتاب هو ثالث خمسة كتب، كتبها الشيخ الغزالي قبل الثورة، والتي أراد بها أن ينقي الأذهان من الشيوعية بمذهبها الاقتصادي والرأسمالية بفوارقها الجائرة. اعتمد الغزالي  توضيح الصورة الصادقة للدين والروح العامة لمبادئه والموقف الذي يقفه الدين بإزاء الأفكار الاقتصادية المختلفة، وللقارئ أن يقارن ويستخلص ما يشاء.

## فهرس الكتاب
- تمهيد
- مقدمة
- الفصل الأول: الحضارة بين الإيمان والإلحاد
- الفصل الثاني: دعائم الأخوة العامة
- الفصل الثالث: نماذج للعدالة في الإسلام
- الفصل الرابع: الفقه الإسلامي يساير التطور الاقتصادي
- الفصل الخامس: المتحدث الرسمي باسم الإسلام
- الفصل السادس: دروس من السماء
- الفصل السابع: إلى قوارين العصور الحاضرة

## هوامش
1. ↑  http://www.nahdetmisr.com/nahdetmisr/search.aspx?q=%u0627%u0644%u0627%u0633%u062a%u0639%u0645%u0627%u0631+%u0623%u062d%u0642%u0627%u062f+%u0648%u0623%u0637%u0645%u0627%u0639&type=1&cat1=True&cat2=False%5Bوصلة+مكسورة%5D